# William Lisle Bowles
William Lisle Bowles (ur. 24 września 1762 w Kings Sutton, zm. 7 kwietnia 1850 w Salisbury w Wiltshire) – angielski duchowny i poeta.

## Życiorys
William Lisle Bowles urodził się w 1762 w King's Sutton w Northamptonshire. Był synem pastora. Podobnie jak ojciec wybrał karierę duchownego. Kształcił się w Winchester i Oksfordzie. W 1792 został ordynowany na pastora anglikańskiego. Sprawował posługę w różnych miejscach. Równolegle do sprawowania funkcji duszpasterza rozwijał twórczość literacką. Rozpoczął spór o wartość poezji Alexandra Pope’a. 

## Twórczość
W 1789 William Lisle Bowles wydał swój pierwszy tomik zatytułowany Fourteen Sonnets. Zbiorek został życzliwie przyjęty nie tylko przez publiczność, ale także przez poetów Williama Wordswortha i Samuela Taylora Coleridge’a. W 1798 ukazała się poszerzona edycja Sonnets and Other Poems, zawierająca poemat Hope, an Allegorical Sketch. Napisał też epos w pięciu księgach The Spirit of Discovery; or, the Conquest of Ocean i poemat epicki The Grave of the Last Saxon; or, The Legend of the Curfew, a Poem.